# SMAD (proteine)
Le SMAD (dall'inglese small mother against decapentaplegic) sono una classe di proteine che modulano l'attività dei ligandi del fattore di crescita trasformante beta.
Le SMAD formano dei complessi proteici, spesso con altre SMAD, penetrano nel nucleo e fungono da fattori di trascrizione.

## Classi
Esistono tre classi di proteine SMAD:
1. Le SMAD regolate dal recettore (R-SMAD), che includono SMAD1, SMAD2, SMAD3, SMAD5, SMAD8 e SMAD9[8]
2. Le SMAD mediatore comune (co-SMAD), che include solamente SMAD4, che interagisce con le R-SMAD partecipando nella segnalazione[9]
3. Le SMAD inibitorie (o antagoniste, I-SMAD), che includono SMAD6 e SMAD7, che bloccano l'attivazione delle R-SMAD e delle co-SMAD.[10]

## Nomenclatura
Le proteine SMAD sono omologhi sia della proteina della Drosophila, MAD (mothers against decapentaplegic) sia della proteina della Caenorhabditis elegans SMA. Il nome è pertanto una combinazione dei due.